# Teresa Castaldo
Teresa Castaldo é uma diplomata italiana. 

## Biografia
Formou-se com honras em Ciência Política pelo Instituto Universitário L'Orientale, em Nápoles, em 1979. Na mesma Universidade, na Faculdade de Ciência Política, Presidente do Direito da União Europeia, obteve um contrato de investigação relativo à proteção de marcas industriais e patentes no âmbito da legislação europeia em matéria de propriedade intelectual.
Completou a sua formação académica na École Nationale d'Administration, em Paris (1988-1990).
Antes de ingressar na sua carreira diplomática, de 1982 a 1986 trabalhou na Direção de Relações Internacionais da petrolífera nacional ENI.
Em 1986 venceu o concurso para a entrada no Conselho da União Europeia, posição que recusou por ter também aprovado o concurso de acesso a uma carreira diplomática.
Na sua primeira missão à Direção dos Assuntos Políticos do Ministério dos Negócios Estrangeiros italiano, participou, entre junho e dezembro de 1990, na organização das atividades da Presidência italiana da União Europeia.
Mais tarde serviu na Embaixada italiana em Montevideu, no Uruguai e mais tarde foi nomeada Assessora Política na Embaixada italiana em Paris. Tratava-se dos dossiês relativos aos países da ex-Jugoslávia, à crise argelina, ao Médio Oriente e a África. Voltando a Roma, trabalhou no Gabinete do Ministro dos Negócios Estrangeiros antes de ser nomeada Assessora Diplomática do Ministro da Função Pública, função que desempenhou entre 2001 e 2002.
Desde 2003 que lhe é confiada a chefia do Gabinete de Relações com o Parlamento do Ministério dos Negócios Estrangeiros. Em janeiro de 2008 foi promovida ao cargo de Ministra Plenipotenciária e em maio do mesmo ano foi nomeada Vice-Chefe de Gabinete para o Ministro dos Negócios Estrangeiros, com a missão de coordenar assuntos jurídicos e relações com o Parlamento.
Promovida ao posto de Embaixadora em 20 de janeiro de 2015, foi de 13 de setembro de 2013 a 24 de janeiro de 2018 foi a embaixadora da Itália na Argentina. Desde 25 de janeiro de 2018 é a embaixadora da Itália em Paris.